# 莱日亚河
莱日亚河（法語：Légia，法語發音：[leʒja]）是比利时瓦隆大区列日省的河流，是默兹河的左支流，长5千米，发源自昂斯，于列日流入默兹河。